# Hans Schweitzer (Politiker)
Hans Schweitzer (* 1. Juli 1920 in Frankfurt am Main; † 24. August 1988 in Wirges) war ein deutscher Gewerkschafter und Politiker (SPD).

## Leben und Beruf
Nach dem Schulbesuch absolvierte Schweitzer zunächst eine kaufmännische Ausbildung. Er leistete anschließend Reichsarbeitsdienst, wurde zur Wehrmacht eingezogen und nahm als Soldat am Zweiten Weltkrieg teil. Zuletzt geriet er in Kriegsgefangenschaft, aus der er im Jahr 1947 zurückkehrte. Nach seiner Entlassung aus der Kriegsgefangenschaft nahm Schweitzer eine Tätigkeit bei der Gewerkschaft auf. Später war er Bezirksvorsitzender der IG Chemie, Papier, Keramik Rheinland-Pfalz/Saarland.

## Partei
Schweitzer trat im Jahr 1953 in die SPD ein und war von 1977 bis 1979 Landesvorsitzender der SPD Rheinland-Pfalz.

## Abgeordneter
Schweitzer wurde im Jahr 1967 in den Rheinland-Pfälzischen Landtag gewählt und war dort seit 1971 Vorsitzender des Ausschusses für Soziales, Gesundheit und Sport. Später amtierte er als Vizepräsident des Landtages.

## Ehrungen
Schweitzer wurde im März 1987 mit dem großen Bundesverdienstkreuz mit Stern ausgezeichnet. Das Land Rheinland-Pfalz ehrte ihn mit der Verleihung der Freiherr-vom-Stein-Plakette.